# Wadim Sergejewitsch Berdnikow
Wadim Sergejewitsch Berdnikow (russisch Вадим Сергеевич Бердников; * 7. Juli 1987 in Tscheljabinsk, Russische SFSR) ist ein russischer Eishockeyspieler, der seit 2017  beim HK Arlan Kökschetau unter Vertrag steht.

## Karriere
Wadim Berdnikow begann seine Karriere als Eishockeyspieler in seiner Heimatstadt in der Nachwuchsabteilung des HK Traktor Tscheljabinsk, für dessen zweite Mannschaft er ab 2003 in der drittklassigen Perwaja Liga aktiv war. Die Saison 2005/06 beendete der Center allerdings bei Barys Astana, für das er parallel in der Perwaja Liga und der kasachischen Meisterschaft auflief. Von 2006 bis 2008 lief der Linksschütze erneut für den HK Traktor Tscheljabinsk auf, für dessen Profimannschaft er in der Superliga in diesem Zeitraum in 62 Spielen vier Tore erzielte und acht Vorlagen gab. Nebenbei kam er jedoch auch weiterhin für die zweite Mannschaft des HK Traktor in der Perwaja Liga zum Einsatz. Die Saison 2007/08 beendete der Russe anschließend beim HK Dmitrow in der Wysschaja Liga, der zweiten russischen Spielklasse. 

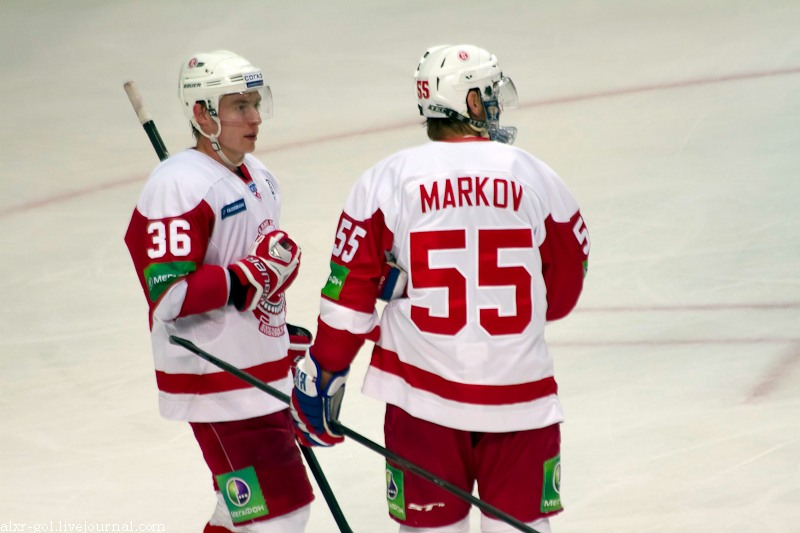
Wadim Berdnikow (li.) und Daniil Markow (2011)

Zur Saison 2008/09 wechselte Berdnikow zu Witjas Tschechow, für das er in den folgenden eineinhalb Jahren in der neu gegründeten Kontinentalen Hockey-Liga auf Torejagd ging. Im Januar 2010 wurde er von Witjas' Ligarivalen Atlant Mytischtschi verpflichtet, für den er bis Saisonende in acht Spielen zwei Tore erzielte. Für die Saison 2010/11 kehrte er zu Witjas Tschechow zurück und erzielte für diesen in 53 Spielen zwölf Tore und gab 16 Vorlagen. Im November 2011 wechselte der Russe zum HK Spartak Moskau, ehe er im Mai 2012 zu seinem Heimatverein zurückkehrte. Für Traktor absolvierte er jedoch kein einziges Spiel, sondern verließ den Klub im August des gleichen Jahres in gegenseitigem Einvernehmen und wurde von Sewerstal Tscherepowez verpflichtet. In der Folge absolvierte er über 230 KHL-Partien für Sewerstal und erzielte dabei über 70 Scorerpunkte.
Nach Ablauf der Saison 2015/16 erhielt er keinen neuen Vertrag bei Sewerstal und wechselte daher zusammen mit Anatoli Nikolajewitsch Nikonzew zurück zum HK Spartak Moskau, wo er einen Einjahresvertrag erhielt.

## Erfolge und Auszeichnungen
- 2019 Gewinn des IIHF Continental Cups mit dem HK Arlan Kökschetau

## Statistik
(Stand: Ende der Saison 2010/11)